# Drets del col·lectiu LGBT a l'Uruguai

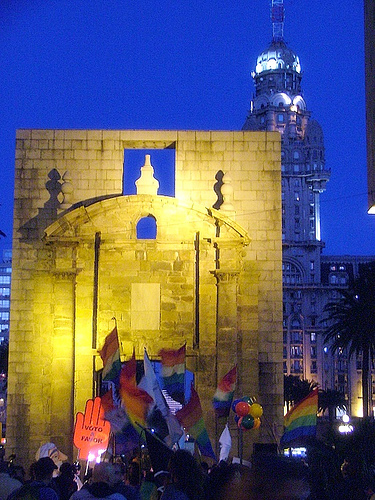
Dia de l'orgull gai a Montevideo, Uruguai.

Els drets de la comunitat LGBT a l'Uruguai es troben entre els més avançats d'Amèrica del Sud. L'activitat sexual entre persones del mateix sexe és legal, amb lleis en contra de la discriminació, i els homosexuals poden fer fins i tot el servei militar. A més a més, les parelles del mateix sexe en tenen reconegut, des de l'1 d'agost de 2013, el dret al matrimoni, incloent també el dret a l'adopció.

## Lleis contra l'homosexualitat
L'homosexualitat va ser despenalitzada el 1934. Després, l'edat de consentiment sexual va ser establerta en 15 anys, sense tenir en compte criteris com a l'orientació sexual i/o el gènere. No obstant això, la corrupció i/o abús de persones menors de 18 anys està penalitzat, des de 1994.

## Reconeixement de relacions del mateix sexe

### Unions civils

Mapa LGBT de l'Uruguai.

Uruguai va ser un dels primers països d'Amèrica Llatina, al costat de Mèxic, en legalitzar les unions civils entre parelles del mateix sexe. La senadora Margarita Percovich, autora de la legislació, va dir que aquest decret li donaria a les parelles en unió civil els mateixos drets que un matrimoni. Sota aquesta legislació les parelles han d'estar juntes durant un període no menor a 5 anys i signar un registre.
Les parelles podran rebre beneficis sanitaris, herència, i fins i tot pensions. Seguint l'aprovació d'un projecte de llei proposat per Margarita Percovich de la coalició política del Front Ampli el novembre de 2007, tant les parelles del mateix sexe com aquelles de diferent sexe, tindrien accés a molts dels drets dels matrimonis. El projecte va ser aprovat al parlament el 30 de novembre de 2007 després d'haver estat aprovat al Senat el febrer del mateix any; el projecte va ser aprovat per ambdues cambres el 19 de desembre i convertit en llei pel president Tabaré Vázquez el 27 de desembre. Va entrar en vigència l'1 de gener de 2008.

### Matrimoni homosexual
El matrimoni entre persones del mateix sexe, matrimoni homosexual o matrimoni gai a l'Uruguai és legal des del 5 d'agost de 2013. La Cambra de Representants del Congrés de l'Uruguai va adoptar, el 12 de desembre de 2012, un projecte de llei que legalitzava el matrimoni per a les parelles del mateix sexe. L'Uruguai es converteix, per tant, en el segon país de l'Amèrica Llatina en legalitzar el matrimoni homosexual en tot el territori nacional, i en el dotzè del món.
El 10 d'abril de 2013, la Cambra dels diputats va aprovar definitivament el text lleugerament esmenat. La llei va ser signada i aprovada el 3 de maig pel president José Mujica i va entrar en vigència l'1 d'agost de 2013.

## Adopció i planificació familiar
Des de setembre de 2009, les parelles del mateix sexe en unió civil poden adoptar de forma conjunta. La llei que va fer possible aquesta situació va ser aprovada per la Cambra de Diputats el 28 d'agost de 2009 i pel Senat el 9 de setembre del mateix any. L'Uruguai és el primer país sud-americà en permetre l'adopció a parelles del mateix sexe. També és el primer país d'Amèrica Llatina en permetre l'adopció homosexual.
Disset de vint-i-tres possibles senadors van votar a favor de la moció. Després de la votació, la senadora Margarita Percovich va dir: "És un dret d'homes i de dones, no un dret per als adults. Se solapa amb el dret d'adopció i no discrimina". Diego Sempol, representant d'un grup que defensa els drets dels homosexuals, Ovella negra, va dir: "Aquesta llei és un pas significatiu cap a reconèixer els drets de les parelles homosexuals". Nicolás Cotugno Fanizzi, arquebisbe de Montevideo, ja havia fet referència a aquesta iniciativa argumentant que seria "un greu error acceptar l'adopció de nens per part de parelles homosexuals", afirmant que "no és qüestió de religió, ni de filosofia o de sociologia. És una mena de respecte a la mateixa naturalesa humana". També va sostenir que: "L'Església no pot acceptar una família feta per dues persones del mateix sexe. Hi ha gent que està unida i viu les seves vides junts però l'Església no considera això una família. Un nen no és una cosa que fas. No vull ser molt dur amb el meu comentari, però amb tot el respecte del món, un nen no és una mascota". El senador Francisco Gallinal del Partit Nacional va argumentar que "la família és el fonament de la societat i aquesta mesura l'afebleix. Per nosaltres, permetre l'adopció de menors per parelles del mateix sexe és condicionar la lliure voluntat del nen."
La llei encara no ha entrat en vigència, la branca executiva ha de decidir quan s'ha de fer efectiva.

## Proteccions contra la discriminació
La incitació a l'odi basada en criteris d'orientació sexual i de gènere està prohibida des de 2003, i el 2004 una llei antidiscriminatòria (Llei Núm. 17.817) va ser aprovada per crear una Comissió Honorària per Combatre la Discriminació Racial, la Xenofòbia i d'altres formes de discriminació incloent-hi discriminació racial i d'identitat. La comissió té com a objectiu el recomanar lleis per protegir a les persones contra mecanismes de discriminació. La comissió va ser instal·lada finalment el 21 de març de 2007.

## Servei militar
Des de maig de 2009, els homosexuals poden servir obertament a les Forces Armades de l'Uruguai, després que el ministre de Defensa signés un decret afirmant que la política de reclutament militar ja no discriminava seguint criteris d'orientació sexual.

## Assumptes transsexuals
El setembre de 2009, una llei va ser aprovada per permetre als transsexuals majors de 18 anys canviar el seu nom i el gènere legal en documents oficials, per tal de seguir la mateixa línia que la seva identitat sexual.

## Resum
| Homosexualitat legal                                                 | des de 1934        |
| Mateixa edat de consentiment                                         | des de 1934        |
| Lleis anti-discriminació en vigència                                 | des de 2004        |
| Lleis anti-discriminació en altres àrees                             | des de 2004        |
| Lleis contra crims d'odi per orientació sexual i identitat de gènere | des de 2003        |
| Reconeixement de parelles del mateix sexe (unions civils)            | des de 2008        |
| Matrimoni homosexual                                                 | des de 2013        |
| Adopció per parelles homosexuals                                     | des de 2009        |
| Lleis de descendència per lesbianes (no n'hi ha cap llei)            | considerat el 2010 |
| Homosexuals al servei militar                                        | des de 2009        |
| Dret a canviar el gènere legal                                       | des de 2009        |
| Accés al IVF per lesbianes                                           | des de 2006        |
| Homosexuals habilitats per donar sang                                | Desconegut         |